# William Grocyn
William Grocyn (Colerne, 1446 – Maidstone, ottobre 1519) è stato un docente e educatore inglese, amico di Erasmo da Rotterdam.

## Biografia
Grocyn nacque a Colerne, nel Wiltshire. Avviato dai suoi genitori alla carriera ecclesiastica, fu mandato al Winchester College, e nel 1465 ottenne una borsa di studio al New College di Oxford. Nel 1467 divenne un fellow, e tra i suoi pupilli c'era William Warham, più tardi arcivescovo di Canterbury. Nel 1479, Grocyn accettò il rettorato di Newton Longville, nel Buckinghamshire, ma continuò a vivere ad Oxford. Come lettore in teologia al Magdalen College nel 1483, ebbe una disputa con John Taylor, docente di teologia, alla presenza di re Riccardo III. Nel 1485, Grocyn divenne prebendario della Cattedrale di Lincoln. Intorno al 1488, lasciò l'Inghilterra per l'Italia, e prima del suo ritorno in patria nel 1491 egli aveva visitato Firenze, Roma e Padova, e studiò greco e latino sotto la guida Demetrio Calcondila e di Poliziano. Come lettore all'Exeter College di Oxford, aiutò i suoi compatriorti nell'insegnamento del greco. 
Erasmo dice in una delle sue lettere che Grocyn insegnò Greco ad Oxford prima che egli visitasse l'Italia. Il guardiano di New College, Thomas Chaundler, invitò Cornelio Vitelli, poi in visita ad Oxford, ad essere praelector. Questo avvenne intorno al 1475, e poiché Vitelli era certamente familiare con la letteratura greca, Grocyn può aver imparato il greco da lui. Sembra che Grocyn abbia vissuto ad Oxford fino al 1499, ma quando il suo amico John Colet divenne decano di St. Paul nel 1504, Grocyn stava vivendo a Londra come rettore di St. Lawrence Jewry. Grocyn fu scelto da Colet per leggere a St. Paul. Avendo inizialmente denunciato coloro i quali impugnavano l'autenticità della Hierarchia ecclesiastica attribuita a Dionigi l'Aeropagita, fu portato a modificare i suoi punti di vista tramite ricerche più approfondite, e apertamente dichiarò che egli si era sbagliato. Egli contava anche tra i suoi amici Thomas Linacre, William Lilye, William Latimer e Tommaso Moro ed Erasmo, scrivendo nel 1514, dice che fu supportato da Grocyn a Londra, e lo chiama "l'amico e il precettore di tutti noi".
Grocyn ebbe numerose promozioni, ma la sua generosità verso gli amici lo coinvolse in continue difficoltà economiche, e benché nel 1506 fosse stato nominato su raccomandazione dell'arcivescovo Warham guardiano del College of All Saints a Maidstone, nel Kent, egli era ancora obbligato a prendere dei prestiti dai suoi amici. Morì nel 1519, e fu sepolto nella chiesa collegiata a Maidstone. Linacre funse come esecutore testamentario di Grocyn, e spese il denaro che ricevette come elemosina per i poveri e per procurare libri agli studenti poveri.

## Eredità
A parte l'eccezione di pochi versi in latino su una donna che gli lanciava palle di neve, e una lettera ad Aldo Manuzio al principio della traduzione di Linacre della Sphera di Proclo (Venezia, 1499), Grocyn non lasciò prova letteraria della sua erudizione. Il suo proposito di tradurre Aristotele insieme a Linacre e Latimer non fu mai portato a compimento. Anthony Wood attribuisce alcune opere latine a Grocyn, ma su prove scarse. Da parte di Erasmo, Grocyn è stato descritto come 
(Erasmo, Declarationes ad censures facultatis theoiogiae Parisianae, 1522 citato in Encyclopaedia Britannica)
Oggigiorno, Grocyn da il suo nome al capo dei lettori in lettere classiche all'Università di Oxford. L'attuale Grocyn Lecturer è Juliane Kerkhecker, una fellow e tutor dell'Oriel College.